# بوس بيلي
بوس بيلي (بالإنجليزية: Boss Bailey)‏ هو لاعب كرة قدم أمريكية أمريكي، ولد في 14 أكتوبر 1979 في فولكستون في الولايات المتحدة.

## وصلات خارجية
- بوس بيلي على موقع مرجع كرة القدم المحترفة.كوم (الإنجليزية)